# Kanton Saint-Quentin-Sud
Der Kanton Saint-Quentin-Sud war von 1973 bis 2015 ein französischer Wahlkreis im Arrondissement Saint-Quentin, im Département Aisne und in der Region Picardie; sein Hauptort war Saint-Quentin. Die landesweiten Änderungen in der Zusammensetzung der Kantone brachten zum März 2015 seine Auflösung.

## Gemeinden
Der Kanton bestand aus einem Teil der Stadt Saint-Quentin und fünf weiteren Gemeinden.
| Gemeinde             | Einwohner | Code postal | Code Insee |
| -------------------- | --------- | ----------- | ---------- |
| Gauchy               | 5.621     | 02430       | 02340      |
| Harly                | 1.803     | 02100       | 02371      |
| Homblières           | 1.462     | 02720       | 02383      |
| Mesnil-Saint-Laurent | 426       | 02720       | 02481      |
| Neuville-Saint-Amand | 908       | 02100       | 02549      |
| Saint-Quentin        | 17.667    | 02100       | 02691      |

## Einwohner
| Bevölkerungsentwicklung | Bevölkerungsentwicklung |
| Jahr                    | Einwohner               |
| ----------------------- | ----------------------- |
| 1990                    | 27.855                  |
| 1999                    | 27.887                  |
| 2006                    | 26.783                  |
| 2011                    | 26.769                  |

## Politik
| Vertreter im conseil général des Départements | Vertreter im conseil général des Départements | Vertreter im conseil général des Départements |
| Amtszeit                                      | Name                                          | Partei                                        |
| --------------------------------------------- | --------------------------------------------- | --------------------------------------------- |
| 2001–2008                                     | Serge Monfourny                               | DVG                                           |
| 2008–2015                                     | Jean-Claude Cappèle                           | DVG                                           |